# Коста Николов (офицер)
Вижте пояснителната страница за други личности с името Коста Николов.
Константин (Коста) Николов Николов с псевдоним Страхил е български офицер (генерал-майор) и политик, началник-щаб на отбраната на София през септември 1918 година.

## Биография
Коста Николов е роден на 23 юни 1873 година в пиянечкото село Вирче, тогава в Османската империя, днес в община Царево село, Северна Македония. След Освобождението семейството му се премества в Горна Джумая, но тъй като съгласно Берлинския договор тя остава в пределите на Османската империя, се преселват в Дупница. Там Коста Николов завършва гимназия, а след това учи в Духовната семинария в Самоков. Отказва се от църковна кариера и на 15 октомври 1894 година постъпва във Военното на Негово Княжеско Височество училище в София, което завършва в 1897 година; произведен е в чин подпоручик и зачислен в 4-ти артилерийски полк.
Между 1901 и 1904 година учи в Генералщабната академия в Санкт Петербург, Русия, като на 2 май 1902 година е произведен в чин поручик. След завръщането си Коста Николов 9 години е офицер от генералния щаб. В щаба на армията се занимава с изучаването на Османската империя. Създава няколко секретни съчинения, като за тази цел през 1906 година е изпратен тайно в Османската империя, за изучаване на Пиринския операционен театър, в това число и долините на реките Струма и Места с център Сяр. На 18 май 1906 г. е произведен в чин капитан. През 1909 г. е назначен за помощник-началник на информационно-цензурна секция в Щаба на армията, след което от 1911 г. е адютант на 3-та инспекционна област.
В 1911 година завършва право в Брюксел. През 1912 г. е произведен в чин майор.
През Балканската (1912 – 1913) и Междусъюзническата война (1913) е началник на оперативната секция в щаба на 3-та армия.
След войните е назначен за професор във Военната академия в София, през 1914 година е назначен за длъжността началник на секция военни съобщения. На 2 август 1915 година е произведен в чин подполковник.
През Първата световна война (1915 – 1918) е началник-щаб на 2-ра пехотна тракийска дивизия. Участва във военните действия като командващ на 5-и македонски полк, по-късно се създава Дирекцията за стопански грижи и обществена предпазливост (ДСГОП) и полковник Николов е назначен за неин началник-щаб.
След пробива при Добро поле София е обявена за „крепост в обсадно положение“ и на 28 септември полковник Николов, който по това време е председател на Главната реквизиционна комисия, е назначен за началник на щаба на крепостта. Взема участие и в потушаването на Владайското въстание. На 9 август 1919 г. е уволнен от служба.
От 1923 до 1931 година е народен представител. Член е на Централното управление на Съюза на запасните офицери. Председател на Изпълнителния комитет на Македонските братства и председател на Малешевското македонско братство. Член-учредител е на Македонския научен институт. В 1937 година е произведен в генерал-майор.
Към 1941 година е председател в НК на Съюза на македонските емигрантски организации и председател на Малешевското благотворително братство.
През 1943 г. Коста Николов се застъпва за дееца на ВМОРО Рафаел Камхи пред българското правителство и успява да му издейства българска лична карта, възможност за постоянно местожителство в София, като успява да предотврати неговата депортация от Солун от германските окупационни власти.
Генерал-майор Коста Николов е отведен „за справка“ на 29 септември 1944 година и изчезва безследно.

## Памет
На генерал Коста Николов е наречена улица в квартал „Надежда II“ в София (Карта).

## Военни звания
- Подпоручик (1898)
- Поручик (2 май 1902)
- Капитан (18 май 1906)
- Майор (1912)
- Подполковник (2 август 1915)
- Полковник (14 октомври 1917)
- Генерал-майор (1937)

## Награди
- Военен орден „За храброст“ IV степен 1-ви и 2-ри клас
- Орден „Св. Александър“ IV степен с мечове по средата
- Народен орден „За военна заслуга“ IV ст. на военна лента
- Орден „За заслуга“ на обикновена лента.

## Трудове
- Николов, К., "Клетвопрестъпниците. Владайските събития през септември 1918 г.", София, 2002, Работилница за Книжнина „Васил Станилов“
- Николов, К., Турция и нейната армия (секретно изследване)
- Николов, К., Няколко възможни случая за съсредоточаване на турската армия към българската граница (секретно изследване)
- "Позив към земледелското население", София, 7 юни 1917 година
- „Заслугите в миналото на Рафаел Моис Камхи към българщината в Македония“, София, 1943 година